# Maksimilijan Vraber
‎Maksimilijan Vraber, slovenski teolog in filozof, * 9. oktober 1877, Kapla, † 29. julij 1945, Maribor.
Na Visoki bogoslovni šoli v Mariboru je v letih 1920−1922 predaval cerkveno pravo.